# 3919 Maryanning
3919 Maryanning è un asteroide della fascia principale. Scoperto nel 1984, presenta un'orbita caratterizzata da un semiasse maggiore pari a 2,2178198 au e da un'eccentricità di 0,1896570, inclinata di 3,96215° rispetto all'eclittica.
L'asteroide è dedicato alla paleontologa britannica Mary Anning.